# Janice Rule
Janice Rule (Norwood, Ohio, 15 d'agost de 1931 – 17 d'octubre de 2003) va ser una actriu estatunidenca.

## Biografia
Nascuda a Norwood, Ohio, la seva carrera inclou teatre, treball en televisió i cinema. Entre les seves actuacions destacades al cinema, hi ha la d'Emily Stewart en The Chase, Virginia en Goodbye, My Fancy, Willie en 3 Women de Robert Altman, la periodista Kate Newman en el "thriller" polític de Costa Gavras, Missing, l'amarga examant de Burt Lancaster en The Swimmer i la mare de Kevin Costner en la pel·lícula de ciclisme, American Flyers.
Rule es va casar tres vegades, amb N. Richard Nash (1956 - 1956), Robert Thom (1960 - 1961), i Ben Gazzara (1961 - 1979). Va morir d'una hemorràgia cerebral, amb 72 anys, a la ciutat de Nova York.

## Filmografia
Filmografia:
- L.A. Bad (1986)
- American Flyers (1985)
- Missing (1982)
- 3 Women (1977)
- Kid Blue (1973)
- Gumshoe (1971)
- The Devil and Miss Sarah (1971)
- Trial Run (1969) (TV)
- Shadow on the Land (1968)
- El nedador (The Swimmer) (1968)
- Emboscada a Matt Helm (The Ambushers) (1967)
- Welcome to Hard Times (1967)
- Alvarez Kelly (1966)
- La caça de l'home (The Chase) (1966)
- Invitació a un pistoler (Invitation to a Gunfighter) (1964)
- The Subterraneans (1960)
- Em vaig enamorar d'una bruixa (Bell Book and Candle) (1958)
- Gun for a Coward (1957)
- A Woman's Devotion (1956)
- Rogue's March (1953)
- Holiday for Sinners (1952)
- Starlift amb Ron Hagerthy (1951)
- Goodbye, My Fancy (1951)
- Fourteen Hours (1951) (sense acreditació)